# Вога Вога
Вога Вога (енгл. Wagga Wagga) је град Аустралији у савезној држави Нови Јужни Велс. Према попису из 2006. у граду је живело 46.735 становника.

## Становништво
Према попису, у граду је 2006. живело 46.735 становника.
| 1991.  | 1996.  | 2001.  | 2006.  |
| ------ | ------ | ------ | ------ |
| 40.875 | 42.848 | 44.451 | 46.735 |

## Партнерски градови
- Нердлинген
- Левенворт